# Museu Nacional d'Història Natural (França)
|  | Aquest article tracta sobre el museu nacional francès. Vegeu-ne altres significats a «Museu Nacional d'Història Natural». |

El Muséum national d'histoire naturelle (Museu Nacional d'Història Natural) és el museu d'història natural nacional de França. Es tracta d'una institució pública d'investigació científica i depèn del Ministeri d'Educació General, el Ministeri d'Educació Superior i el Ministeri de Medi Ambient. Les seves funcions principals són la conservació de col·leccions científiques, la investigació científica, la formació superior i la difusió de la cultura científica en l'especialitat pròpia de la institució: la història natural.

## Descripció general
El Museu está repartit a diferents llocs i laboratoris de gairebé tota França, però la seva seu principal és el Jardí de les Plantes (Jardin des plantes), situat al 5è districte de París. Al Jardí de les Plantes es troben un gran nombre de jardins més petits de tota mena, instal·lacions, laboratoris, hivernacles, i edificis que funcionen com a museus amb accés al públic. Aquests darrers, que són principalment quatre, el Muséum els anomena galeries i són els següents:
- La galerie de Minéralogie et de Géologie (Galeria de Mineralogia i de Geologia, inaugurada al 1837)
- La grande galerie de l'Évolution (la Gran Galeria de l'Evolució, inaugurada al 1889 amb el nom de galerie de Zoologie i remodelada el 1994 amb el seu nom actual)
- La galerie de Paléontologie et d'Anatomie comparée (Galeria de Paleontologia i d'Anatomia Comparada, inaugurada al 1898)
- La galerie de Botanique (Galeria de Botànica, inaugurada al 1935)

La grande galerie de l'Évolution i la galerie de Paléontologie et d'Anatomie comparée són dos dels edificis d'exposicions més visitats de París. Entre d'altres institucions, el musée de l'Homme és també una part integrant del Muséum national d'histoire naturelle.

## Història
Un edicte reial de 1635 va crear el Jardí Reial de les Plantes Medicinals, un dels més antics centres científics de França. Al segle xviii, l'activitat es va transformar, passant de l'art de curar mitjançant les plantes a la història natural. La declaració del 31 març 1718 va separar la càrrega de primer metge del rei de la superintendència del Jardí.
El 1739, Georges-Louis Leclerc, comte de Buffon (1707-1788) va ser nomenat intendent. Va dirigir el Jardí Reial durant 50 anys. La seva notorietat internacional i el seu intens treball van fer del lloc un dels fars científics del segle xviii. A la seva mort, el 1788, el rei va nomenar al capdavant del jardí un militar, Charles-François de Flahaut, comte de la Billarderie. Sota la direcció de Louis Jean-Marie Daubenton, el personal del Jardí, sobretot els visitants, van fer arribar el seu descontentament al rei, tot sense resultats.
La Revolució Francesa va transformar profundament el funcionament del Jardí. El 20 d'agost de 1790, un decret de l'Assemblea Nacional va demanar als crítics redactar un projecte per a la seva reorganització. La primera Assemblea va votar la marxa del comte de la Billarderie i va triar per unanimitat a Daubenton com a president. Aquest va formar una comissió integrada per Antoine-François Fourcroy, Bernard Lacépède i Antoine Portal. Aquest últim va ser l'encarregat de redactar el reglament de la nova institució i de fixar el funcionament. També va determinar les missions del ja museu: instruir al públic però també constituir una col·lecció i participar activament a la investigació científica. El cos de professors i el seu director, triats i renovats cada any garantirien així la independència de la investigació.
No obstant això el projecte no va prosperar, ja que l'Assemblea Nacional no li va donar curs. El 1791, Billarderie va renunciar i va ser reemplaçat per Jacques-Henri Bernardin de Saint-Pierre. És només el 1793 que Joseph Lakanal (1762-1845) aportant les col·leccions del Príncep de Condé es troba amb Daubenton i va descobrir el projecte de 1790. Lakanal ho porta immediatament a l'Assemblea i l'endemà, 10 de juny de 1793, va obtenir el vot del decret que li donà la seva personalitat jurídica pròpia a la institució, transformant definitivament el Jardí Reial de les Plantes Medicinals en l'actual Museu Nacional d'Història Natural de França. La plaça d'intendent va ser reemplaçada per la funció de director. Es van crear dotze càtedres professorals que asseguraven l'ensenyament, la recerca i la conservació de col·leccions però que també asseguraven, de manera igualitària i col·legial, la direcció del museu i l'elecció del director.
A la meitat del segle xix, el museu va conèixer un període de gran prosperitat. Amb la nominació el 1836 del químic Eugène Chevreul (1786-1889), es bolca com el seu rival la Faculté des Sciences de París, cap a les ciències experimentals. Aquest període va prendre fi amb l'arribada d'Alphonse Milne-Edwards, el 1890, i amb la promulgació del decret del 12 desembre 1891 que signa el retorn forçat de la història natural (aquesta política seguirà fins als començaments de la Segona Guerra Mundial). La llei de finances del 31 desembre 1907 va atorgar autonomia financera del museu, dotant-lo d'un pressupost que la mateixa institució administrava.
En paral·lel, el nou camp d'activitats obert pel colonialisme, el museu va començar un moviment d'expansió fora de la capital. Per afavorir la investigació marítima, va implantar el 1928 el seu laboratori marítim a Saint-Servan, i després a Dinard. La seva activitat botànica, sempre activa, va estendre les seves activitats en el domini de Chèvreloup, el 1934. Va heretar també la propietat del entomologista Jean Henri Fabre en Sérignan-du-Comtat, prop d'Orange, el 1822. Després de la descolonització, el museu va concentrar seus esforços en la presa de consciència dels grans desequilibris causats per l'expansió humana.
El 1948 va participar en la creació de la Unió Internacional per a la Conservació de la Naturalesa (UICN). Més tard, instal·là en els seus murs un servei de conservació de la naturalesa (1962), el secretariat de la Flora i la Fauna (1979) i una delegació permanent al Medi Ambient (1992) que desenvolupà una aproximació genòmica de les relacions home-natura.
L'estatut de 1985 va posar fi al rol d'administradors dels professors i va instituir tres consells que asseguressin l'administració del museu i reemplacessin l'assemblea iniciada el 1793. Un decret de 2001 va crear nivells jeràrquics intermedis entre la direcció i la investigació, com així mateix estructures transversals per reforçar la coherència de les accions lligades a les grans missions. El museu té avui dia un paper nacional i internacional principal en el desenvolupament de la Història Natural.
Després de romandre tancada durant més de trenta anys, la renovació de la galeria de zoologia es transformà el 1994 en l'actual grande galerie de l'Évolution, un dels grans projectes de l'estat francès. Els arquitectes Paul Chemetov i Borja Huidobro, juntament amb l'escenògraf René Allio i el museuògraf Roberto Benavente guanyaren el concurs internacional organitat pel Ministeri d'Educació Nacional. Escolliren el tema de l'evolució com a exposició principal. Els treballs de renovació es feren entre el 1991 i el 1994 i el seu cost fou de 400 milions de francs.

## Col·leccions
- La col·lecció entomològica de Guillaume-Antoine Olivier[2]

## Directors del museu
- 1793-1794: Louis Jean-Marie Daubenton
- 1794-1795: Antoine-Laurent de Jussieu
- 1795-1796: Bernard de Lacépède
- 1796-1797: Louis Jean-Marie Daubenton
- 1797-1798: Louis Jean-Marie Daubenton
- 1798-1799: Antoine-Laurent de Jussieu
- 1799-1800: Antoine-Laurent de Jussieu
- 1800-1801: Antoine-François de Fourcroy
- 1802-1803: René Desfontaines
- 1804-1805: Antoine-François de Fourcroy
- 1806-1807: René Desfontaines
- 1808-1809: Georges Cuvier
- 1810-1811: René Desfontaines
- 1812-1813: André Laugier
- 1814-1815: André Thouin
- 1816-1817: André Thouin
- 1818-1819: André Laugier
- 1820-1821: René Desfontaines
- 1822-1823: Georges Cuvier
- 1824-1825: Louis Cordier
- 1826-1827: Georges Cuvier
- 1828-1829: René Desfontaines
- 1830-1831: Georges Cuvier
- 1832-1833: Louis Cordier
- 1834-1835: Adrien de Jussieu
- 1836-1837: Michel-Eugène Chevreul
- 1838-1839: Louis Cordier
- 1840-1841: Michel-Eugène Chevreul
- 1842-1843: Adrien de Jussieu
- 1844-1845: Michel-Eugène Chevreul
- 1846-1847: Adolphe Brongniart
- 1848-1849: Adrien de Jussieu
- 1850-1851: Michel-Eugène Chevreul
- 1852-1853: André Marie Constant Duméril
- 1854-1855: Michel-Eugène Chevreul
- 1856-1857: Marie Jean Pierre Flourens
- 1858-1859: Michel-Eugène Chevreul
- 1860-1861: Isidore Geoffroy Saint-Hilaire
- 1862-1863: Michel-Eugène Chevreul
- 1863-1879: Michel-Eugène Chevreul
- 1879-1891: Edmond Frémy
- 1891-1900: Alphonse Milne-Edwards
- 1900-1919: Edmond Perrier
- 1919-1931: Louis Mangin
- 1932-1936: Paul Lemoine
- 1936-1942: Louis Germain
- 1942-1949: Achille Urbain
- 1950-1950: René Jeannel
- 1951-1965: Roger Heim
- 1966-1970: Maurice Fontaine
- 1971-1975: Yves Le Grand
- 1976-1985: Jean Dorst
- 1985-1990: Philippe Taquet
- 1994-1999: Henry de Lumley
- 2002-2006: Bernard Chevassus-au-Louis
- 2006-2008: André Menez
- 2009-2015: Gilles Boeuf
- 2015- : Bruno David